# Львівський медичний коледж післядипломної освіти
Льві́вський меди́чний фаховий коле́дж післядипло́мної осві́ти — вищий навчальний заклад комунальної форми власності, створений у 1985 році у Львові.

## Загальна інформація
У 1985 році у Львові, на базі Львівської міської клінічної лікарні швидкої медичної допомоги, було відкрито Львівське медичного училище підготовки та підвищення кваліфікації молодших медичних і фармацевтичних спеціалістів. У 1991 році, рішенням Львівської обласної ради, на базі училища було створено коледж післядипломної освіти. В 1991 році на базі училища відкрито відділення «Сестринська справа» з вечірньою формою навчання, а в 2003 році — спеціальність «Фармація».
Коледж є єдиним навчальним закладом у Львівській області, який надає освітні послуги з підвищення кваліфікації молодших спеціалістів з медичною і фармацевтичною освітою та медсестер-бакалаврів, що працюють у державних лікувально-профілактичних закладах, а також закладах інших форм власності.
У 2018 році до колежу була приєднана Львівська обласна наукова медична бібліотека.

## Підготовка слухачів та студентів
На базі коледжу функціюють два відділення, відділення післядипломної освіти (денна форма навчання) та відділення підготовки спеціалістів (вечірня форма навчання).  На відділенні післядипломної освіти підвищують кваліфікацію молодші медичні та фармацевтичні спеціалісти за напрямами 1201 «Медицина» та 1202 «Фармація» (всього 76 циклів удосконалення та спеціалізації).
На відділенні підготовки спеціалістів навчаються студенти за освітньо-кваліфікаційним рівнем молодшого спеціаліста, (вечірня форма навчання) спеціальності 5.12010102 «Сестринська справа» і 5.12020101 «Фармація» .
Навчальна та методична робота в коледжі здійснюється шістьма цикловими комісіями. В коледжі працює 47 штатних викладачів, серед яких — п'ять кандидатів медичних наук, один доктор філософії в галузі психології, сім викладачів-методистів, спеціалісти вищої, першої  та другої кваліфікаційних категорій, викладачі-спеціалісти.

## Адміністрація
- Вовк Леся Григорівна — директор коледжу, викладач-методист, спеціаліст вищої кваліфікаційної категорії.
- Гдулевич Людмила Юхимівна — заступник директора з навчальної роботи відділення післядипломної освіти (денна форма навчання).
- Кучабська Галина Богданівна — заступник директора з навчальної роботи відділення підготовки спеціалістів (вечірня форма навчання).